# 聖湯瑪士 (安大略省)
聖湯瑪士（英語：St. Thomas）是加拿大安大略省西南部一座城市。埃爾金縣的縣治設於聖湯瑪士市，而聖湯瑪士市和埃爾金縣亦屬於同一個人口普查區；然而，聖湯瑪士市卻是一個獨立於埃爾金縣的分割行政區（separated municipality），兩者在行政上互不相干。據2011年加拿大人口普查所示，聖湯瑪士市内人口為37905人。聖湯瑪士市構成倫敦市人口普查都會區的一部分。

## 歷史
此帶的歐裔聚落於1810年形成，並以積極推動英國殖民到此定居的湯瑪士·塔爾伯特上校（Thomas Talbot）命名為聖湯瑪士。埃爾金縣成立後在此設立縣治；聖湯瑪士於1852年正式建制為村，到1861年改設鎮，再於1881年改制為市。
聖湯瑪士位處美國紐約州水牛城和密芝根州底特律的正中途，因此於19世紀末成為數條主要鐵路的交匯處，帶動了當地經濟。到了1914年，共有八間鐵路公司在此營運，每天有超過100班列車駛經此地，聖湯瑪士遂獲得「加拿大鐵路之都」的稱號。另一方面，大象金寶於1885年在市内被火車機車撞死。
20世紀中期，隨著鐵路在運輸網絡中的角色逐漸消退，市内經濟改往製造業（尤其是汽車業）發展，加拿大福特公司和汽車零件生產商馬格納（Magna）等公司相繼在市内設廠。然而北美汽車業在2007年－2008年環球金融危機中受到重創，聖湯瑪士的經濟亦不能幸免，市内數間大型廠房先後關閉。

## 交通
安大略3號省道貫穿聖湯瑪士市，市内部分路段達至分隔行車規格，向西成為埃爾金縣3號縣道並通往查塔姆-肯特自治區，向東則經諾福克縣和哈爾迪曼德縣通往尼亞加拉區東南角的伊利堡。掠過聖湯瑪士市西部的日落徑（Sunset Drive）過去則編為4號省道，北通倫敦市，南至史丹利港（Port Stanley），其省道資格於1990年代末取消並下放予地方政府維護。此外，威靈頓道（Wellington Road，埃爾金縣25號縣道）和海伯里大道（Highbury Avenue，埃爾金縣30號縣道）亦從聖湯瑪士市起向北伸延至倫敦市。
聖湯瑪士市立機場（St. Thomas Municipal Airport）坐落聖湯瑪士市以東約6.5公里，為一座小型機場，沒有定期航班，主要供包機和飛行學校使用。當地居民主要使用倫敦市的機場前往外地。

## 著名人物
- 瑞秋·麥亞當斯，演員

## 外部連結
- （英文）Welcome to St Thomas－聖湯瑪士市政府官方網站